# 台佩莱纳
台佩莱纳，是阿尔巴尼亚南部吉羅卡斯特州的一个市镇。该市镇成立于2015年地方政府改革后，由原4个市镇合并而成，原4个市镇则成为新市镇的行政分区。行政中心为台佩莱纳镇。市镇面積为431.50平方公里，2011年人口数量为8,949人，台佩莱纳镇的人口数量则为4,342人。该镇位于维约萨河左岸，在其支流德里諾河汇入口的下游三公里处。
在2000年阿尔巴尼亚区份废置之前，台佩莱纳是特佩雷尼區的区府。该地是一座有重要戰略意義的城市。在歷史上羅馬帝國曾統治這裡。台佩萊納也曾是反薩利·貝里沙政府活動的據點。台佩萊納有一家頗為成功的礦泉水企業。